# Hetyei Gábor
Hetyei Gábor (1965 –) matematikus.
1983-ban a matematikai diákolimpián ezüstérmet nyert. 1982-ben és 1983-ban is megnyerte a matematika OKTV-t.
Az ELTE matematikus szakára járt 1983-tól 1988-ig. Tanulmányait a párizsi École Normale Supérieure-ön, és a Massachusetts Institute of Technology-n folytatta, ahol PhD fokozatot szerzett.
Kutatási területe a kombinatorika. Jelenleg[mikor?] a University of North Carolina egyetemen oktat Charlotte-ban.